# Nomos
El nomos (en grec antic: νομός nomós) fou la divisió administrativa de l'antic Egipte. El seu nom egipci era sepat o sepet, però convencionalment s'utilitza el seu nom grec.

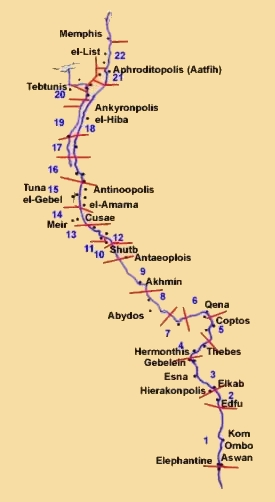
Nomos de l'Alt Egipte

Els primers nomos foren entitats independents, i més tard constituïen divisions administratives. En moments d'anarquia alguns dels nomos van tornar a ser independents temporalment. El nombre de nomos fou de quaranta-dos, si bé al IV i III mil·lennis eren segurament menys. Amb la dinastia III, segurament regnant Huni, es creu que es van erigir set piràmides no destinades a sepulcre, corresponent a les possibles capitals dels nomos de Zawiyet el-Mayitin, Abidos, Naqada, el-Kula, Edfú, Seila i Elefantina; aquestes capitals provincials eren també centres econòmics per les terres de la seva rodalia on vivien la majoria dels egipcis en petits pobles.
El governant del nomos era un príncep o nomarca. Quan el poder central no podia controlar el país els nomarques es feien més independents i poderosos, arribant a engrandir o embellir les seves capitals. Alguns nomarques van aspirar fins i tot a la corona egípcia.

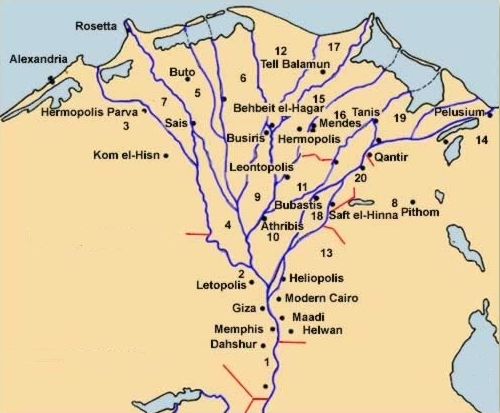
Nomos del Baix Egipte

Els nomos tenien una capital, niwt, i un temple, het neter, en honor del deu del clan regional, convertit en divinitat titular de la ciutat principal. El nomarca residia a la heka het, i tenia un emblema que el distingia dels altres; els nomarques tenien les seves festes i celebracions locals, i prohibicions rituals i alimentàries específiques.
Els nomos de l'Alt Egipte van existir sense canvis des de l'antic imperi, però al Baix Egipte es creu que va patir algunes variacions inicialment, augmentant a mesura que algunes zones pantanoses eren convertides en terra útil. El nombre es va estabilitzar amb 22 nomos a l'Alt Egipte i 20 al Baix. Els nomos de l'Alt Egipte tenien un nom i un estendard.

## Llista denomos

### Baix Egipte
| Número | Nom egipci       | Capital                                          | Lloc modern                            | Nom simbòlic traduït                     |
| ------ | ---------------- | ------------------------------------------------ | -------------------------------------- | ---------------------------------------- |
| 1      | Ineb Hedj        | Ineb Hedj / Mennefer (Memfis)                    | Mit Rahim                              | La Fortalesa blanca                      |
| 2      | Khensu           | Khem (Letòpolis)                                 | Awsim                                  | La pota del davant                       |
| 3      | Ament            | Imu (Apis)                                       | Kom el-Hisn                            | Occident                                 |
| 4      | Sap-res          | Ptkheka                                          | Tanta                                  | Escut del sud                            |
| 5      | Sap-meh          | Zau (Sais)                                       | Sa el-Hagar                            | Escut del nord                           |
| 6      | Kaset            | Khasu (Xois)                                     | Sakha                                  | El brau de la muntanya                   |
| 7      | Wa-imnty         | (Hermòpolis Parva, Metelis)                      | Damanhur                               | Arpó de l'oest                           |
| 8      | A-bt o Tjeku     | Tjeku / Per-Atum (Heroònpolis o Pithom)          | Tell al-Maskhuta                       | Arpó de l'est                            |
| 9      | Anedjty          | Djedu (Busiris)                                  | Abusir (Abusir Bara)                   | Andjet o Andjety                         |
| 10     | Ka-kem o Kem-wer | Hut Ta-Hery-ib (Athribis)                        | Tell Atrib                             | El brau negre                            |
| 11     | Ka-heseb         | Taremu (Leontòpolis)                             | Tell al-Mokdam                         | La conta del bou                         |
| 12     | Theb-ka o Ka-iw  | Tjebnutjer (Sebenitos)                           | Samannud                               | Vedella i vaca                           |
| 13     | Heq-at           | Iunu (Heliòpolis)                                | Materiya (barri del Caire)             | Ceptre sencer o ceptre de la prosperitat |
| 14     | Khenty-abt       | Tjaru o Zaru (grec Sile, prop de Tanis) i Qantir | Al-Qantarah al-Sharqiyya o Al-Kantarah | El mes oriental                          |
| 15     | Tehut o Dhewty   | Bah/ Weprehwy (Hermòpolis Mikra)                 | Al-Baqliya                             | Ibis                                     |
| 16     | Kha o Hat-mhyt   | Per-Banebdjedet (Mendes)                         | Tell al-Ruba;                          | El dofí                                  |
| 17     | Semabehdet       | Semabehdet o Sem-Behdet (Diòspolis Inferior)     | Tell al-Balamun                        | El tron                                  |
| 18     | Am-Khent         | Per Bastet (Bubastis)                            | Tell Bastah (prop de Zagazig)          | Príncep del sud                          |
| 19     | Am-Pehu          | Djanet (Tanis)                                   | Tell Nebesha prop de San al-Hagar      | Príncep del nord                         |
| 20     | Sopdu o Sepdu    | Per-Sopdu                                        | Saft al-Henna                          | Orient o Falcó amb plomes                |

### Alt Egipte
| Número | Nom egipci       | Capital                                                                           | Lloc modern                 | Nom simbòlic traduït     |
| ------ | ---------------- | --------------------------------------------------------------------------------- | --------------------------- | ------------------------ |
| 1      | Ta Kentit        | Abu / Iebu (Elefantina)                                                           | Aswan                       | Terra de l'arc           |
| 2      | Utes-Hor         | Djeba (Apol·lonòpolis Magna) (o Apol·linòpolis Magna)                             | Edfú                        | Tron d'Horus             |
| 3      | Ten              | Nekhen (Hieracòmpolis) i Nekheb (Eileithyiaspolis) i Iunyt (Latòpolis)            | Kom al-Ahmar, Al-Kab, Esna  | Capella rural            |
| 4      | Wast             | Niwt-rst / Waset (Tebes)                                                          | Karnak                      | El ceptre                |
| 5      | Herui            | Gebtu (Coptos)                                                                    | Qift                        | Els dos falcons          |
| 6      | Aa-ta            | Iunet / Tantere (Tentira)                                                         | Denderah                    | el cocodril              |
| 7      | Sheshesh         | Hut-Sekhem-Senusret (Diòspolis Parva)                                             | Hiw                         | El sistrum               |
| 8      | Abt              | Abdju (Abidos)                                                                    | Al-Birba                    | La gran terra            |
| 9      | Minu             | Apu / Khen-min (Panòpolis)                                                        | Akhmim                      | Min                      |
| 10     | Uatshet (Wadjet) | Tjebu o Djew-Qa (Anteòpolis o Antaeopolis)                                        | Qaw al-Kebir o Qau el-Kebir | La serp                  |
| 11     | Set              | Shashotep (Hypselis)                                                              | Shutb                       | Set                      |
| 12     | Dw-f             | Per Nemty (Hierakon)                                                              | Al-Atawla                   | La muntanya de l'escurço |
| 13     | Atef-Khent       | Zawty (Zwj-tj), Licòpolis)                                                        | Asyut                       | El magraner de dalt      |
| 14     | Atef-Pehu        | Qis o Kis (Cusae)                                                                 | al-Qusiya                   | El vell oriental         |
| 15     | Wn               | Khemenu (Hermòpolis Magna)                                                        | Al-Ashmunein                | La llebre                |
| 16     | Mehmahetch       | Hebenu (Teodosiòpolis)                                                            | Beni Hassan                 | l'oryx                   |
| 17     | Anubis Anput     | Saka, Cinòpolis (Cynopolis)                                                       | Al-Kais                     | Anubis i Anput           |
| 18     | Nemti            | Teudjoi (Ankironònpolis) i Hutnesut (Alabastronòpolis)                            | Al-Hiba i Sharuna           | Nemti                    |
| 19     | Wab              | Permedjed (Oxyrhynkos)                                                            | Al-Bahnasa                  | Els dos ceptres          |
| 20     | Atef-Khent       | Nen-nesu (Heracleòpolis Magna)                                                    | Ahnasiya Umm al-Kiman       | El sicòmor del sud       |
| 21     | Atef-Pehu        | Shenakhen o Semenuhor, després Shedet (Crocodilòpolis rebatejada després Arsinoe) | Tarkhan i el Faium          | El sicòmor del nord      |
| 22     | Maten            | Tepihu (Afroditòpolis)                                                            | Atfih                       | el ganivet               |